# Aleksander (Janniris)
Aleksander, imię świeckie Georgios Janniris (ur. 15 maja 1960 w Atenach, zm. 30 czerwca 2023 w Atenach) – grecki duchowny prawosławny, od 2004 metropolita Nigerii.

## Życiorys
Został przyjęty do kleru Aleksandryjskiego Kościoła Prawosławnego i 1 października 1988 roku został wyświęcony na diakona, a 2 października -  na kapłana.
Święcenia prezbiteratu przyjął w 1988 r. 24 listopada 1997 otrzymał chirotonię biskupią. 27 października 2004 roku został wyniesiony do rangi metropolity.
W 2016 r. brał udział w Soborze Wszechprawosławnym na Krecie.
Zmarł 30 czerwca 2023 r. wczesnym rankiem w klinice w Atenach.